# ハ県
座標: 北緯27度15分 東経89度10分 / 北緯27.250度 東経89.167度
ハ県 (ハけん、ゾンカ語: ཧཱ་; ワイリー方式: Haa)とは、ブータンの県の一つ。人口は11,648人でブータンの県の人口としてはガサ県に次いで2番目に少ない(2005年国勢調査)。県の支配的な言語は国語であるゾンカ語。 ヘイ県(ཧས་)とも呼ばれる。県の別名は"隠された土地の米の谷"。

## 基礎自治体
ハ県は以下の6つのゲオク（村、Gewog）からなる。
- ブジ村
- ガキリン村
- カトショ村
- サマール村
- サンベイ村
- ウス村

## 経済
谷の下流域で米が少量栽培されているが、谷がちの県域における主な作物は、小麦と大麦である。じゃがいも、唐辛子、リンゴ等の換金作物は、棚田の丘に沿って、谷底の農家により栽培されている。ほぼ全ての世帯がヤクや牛などの家畜を所有している。県域の78％が森林に覆われ、林業が地域経済に重要な役割を担っている。2002年に、外国人観光客に開放されたが、観光地としての開発は未だ未発達である。